# オストヴァルド
オストヴァルド （Ostwald）は、フランス、グラン・テスト地域圏、バ＝ラン県のコミューン。

## 地理
オストヴァルドはイル川の左岸の氾濫原に位置するため、土壌は軽く軽石が含まれている。
ストラスブール中心部、鉄道駅、エンツハイム空港、対ドイツ国境から約20分ほどにあるオストヴァルドは条件に恵まれている。A35が通っているため、県西部や南部、モルスアイム、オベルネ、セレスタへのアクセスが良い。

## 歴史
オストヴァルドの古い名はヴィッカースハイム（Wickersheim）で、イル川に面した村から徐々に発展していった。
考古学的発見によって、ケルト人の時代より現在のオストヴァルドの地には人が定住していたことが判明した。
最古にオストヴァルドについて書き記されたのは884年で、フランク王カール3世の憲章においてであった。この時の村の名はヴィッカースハイムであった。
フランス東部の古いガリアのまちと同様に、ヴィッカースハイムは長きにわたって神聖ローマ帝国の一部となった。フリードリヒ1世の時代には、イル川に沿って強力な要塞城を築いたホーエンシュタウフェン家の領地となった。1285年、村はロドルフ・フォン・ハプスブルクによってクラウス・ツォルン・フォン・ストラスブールへと売却されている。
その後、村の名はイルヴィッカースハイム（Illwickersheim）となった。しかし、ザンクト・オストヴァルト（Sankt Ostwald、教区の名称）の名が時々記されるようになった。
14世紀は困難の時代となった。1348年に黒死病が村を襲い、1365年と1376年には傭兵軍が村を荒らして人口を激減させた。
1418年、ストラスブールのまちがイルヴィッカースハイム、イルキルシュ、グラフェンスタデン（現在のイルキルシュ＝グラフェンスタデン）の所有者となった。その後、ストラスブールの入口にあたる村は危機と苦難にあいながら成長して、17世紀までストラスブールとともに存続した。
1681年にストラスブールのフランス併合が調印されると、村は平和と繁栄の時代を経験することとなった。ジャガイモ栽培やアサ栽培の導入で土地は新たに生産を始め、家畜の飼育が改善され、村の面積が拡大された。この頃、アングロサクソンの王から聖人となった聖オズワルドに敬意を表して、村の名はアイルランドの宣教師から影響を受け改名した。
フランス革命の間に、村はオストヴァルドと改名した。19世紀に確かな成長を遂げることになるオストヴァルトは、この時代にコミューンとなった。

## 経済
メキシコのセメント会社セメックスの工場がある。

## 公共交通機関
- ストラスブール交通会社トラムB線：ウィレル - オストバルト市役所 - ボリー

## 人口統計
| 1962年 | 1968年 | 1975年 | 1982年 | 1990年 | 1999年 | 2006年 | 2007年 |
| ------ | ------ | ------ | ------ | ------ | ------ | ------ | ------ |
| 4810   | 5717   | 8688   | 9876   | 10197  | 10761  | 10666  | 10761  |

参照元:INSEE